# Schönwasserpark

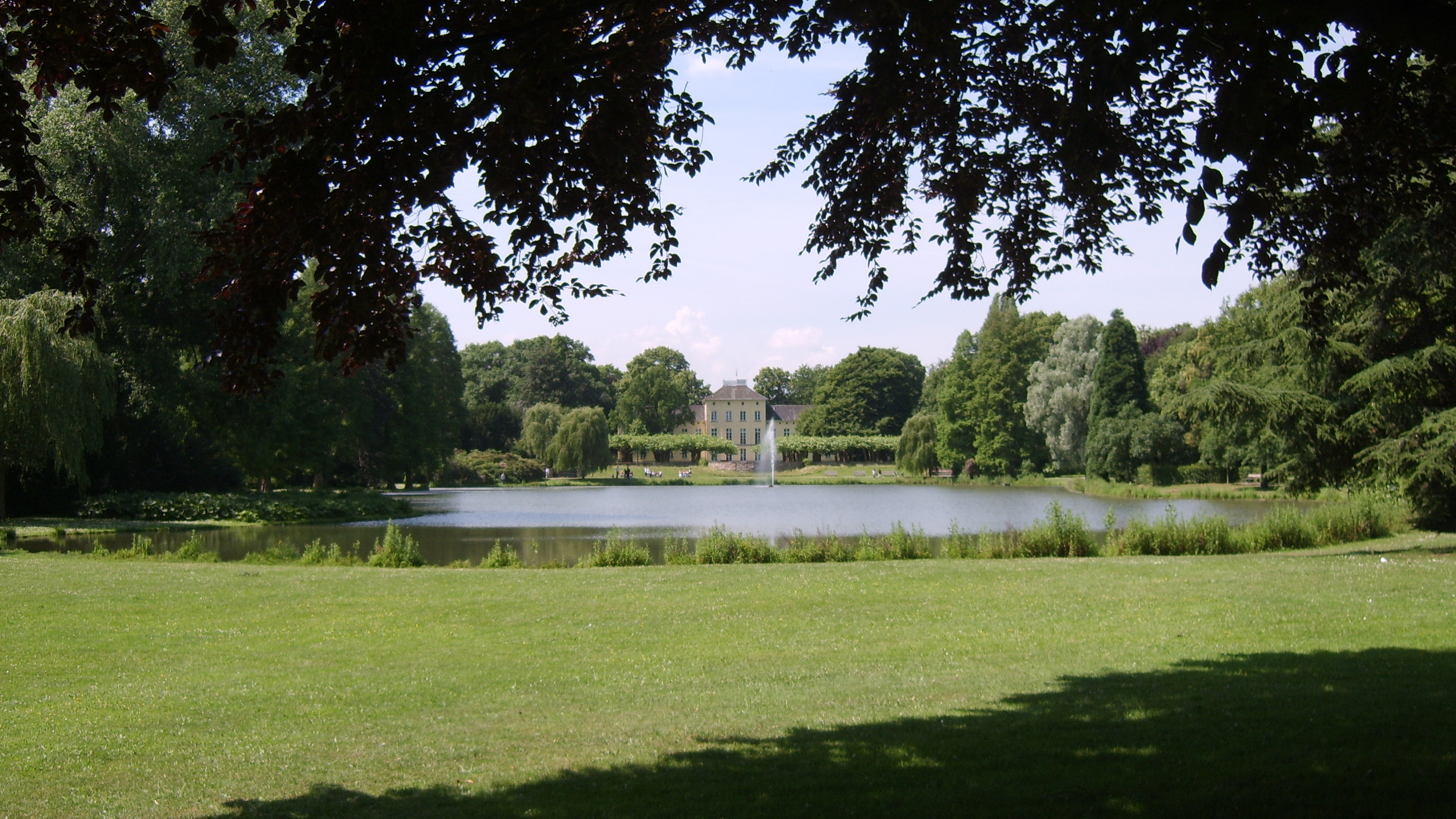
Blick auf Haus Schönwasser

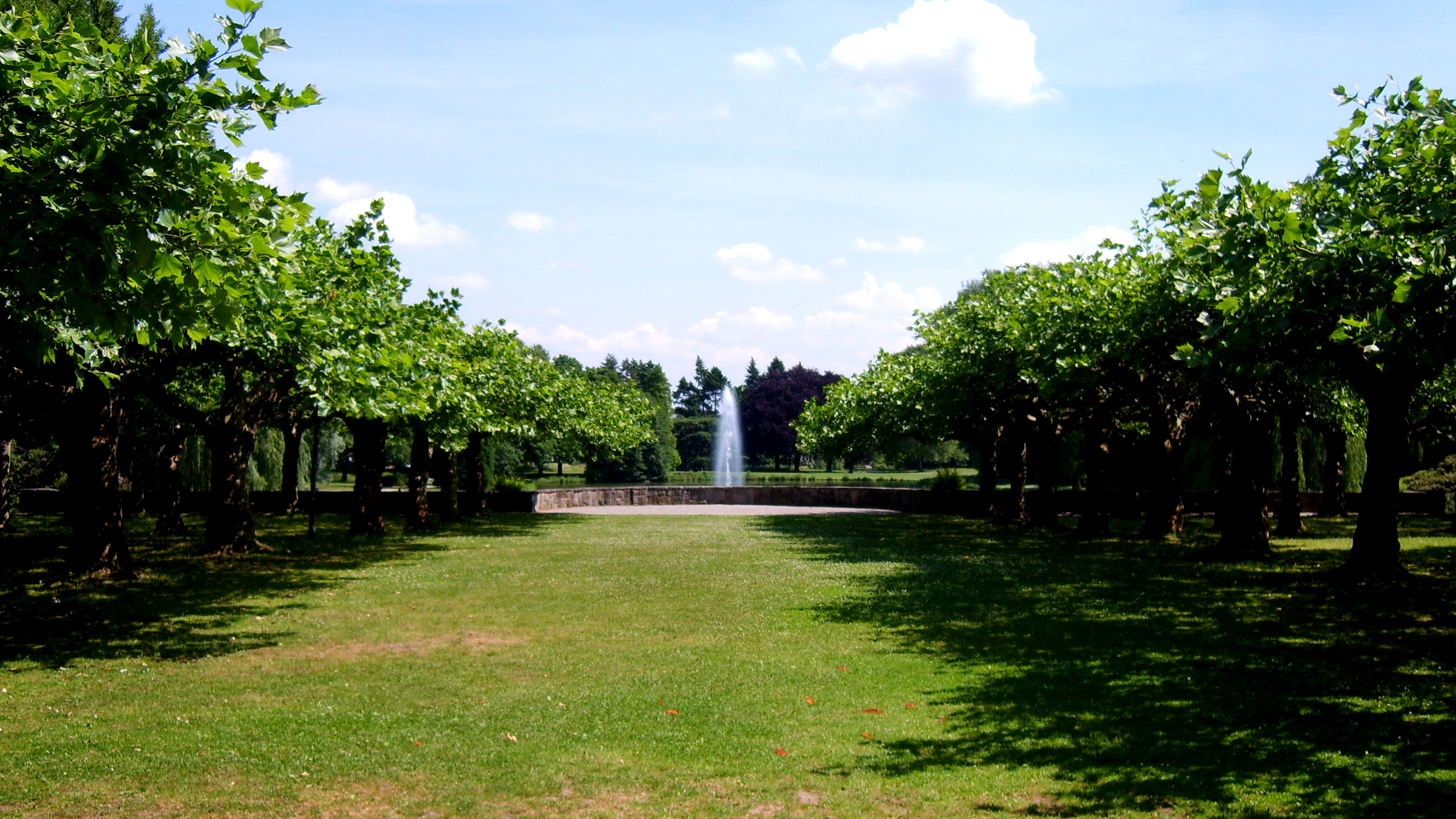
Blick über die Terrasse vor Haus Schönwasser.

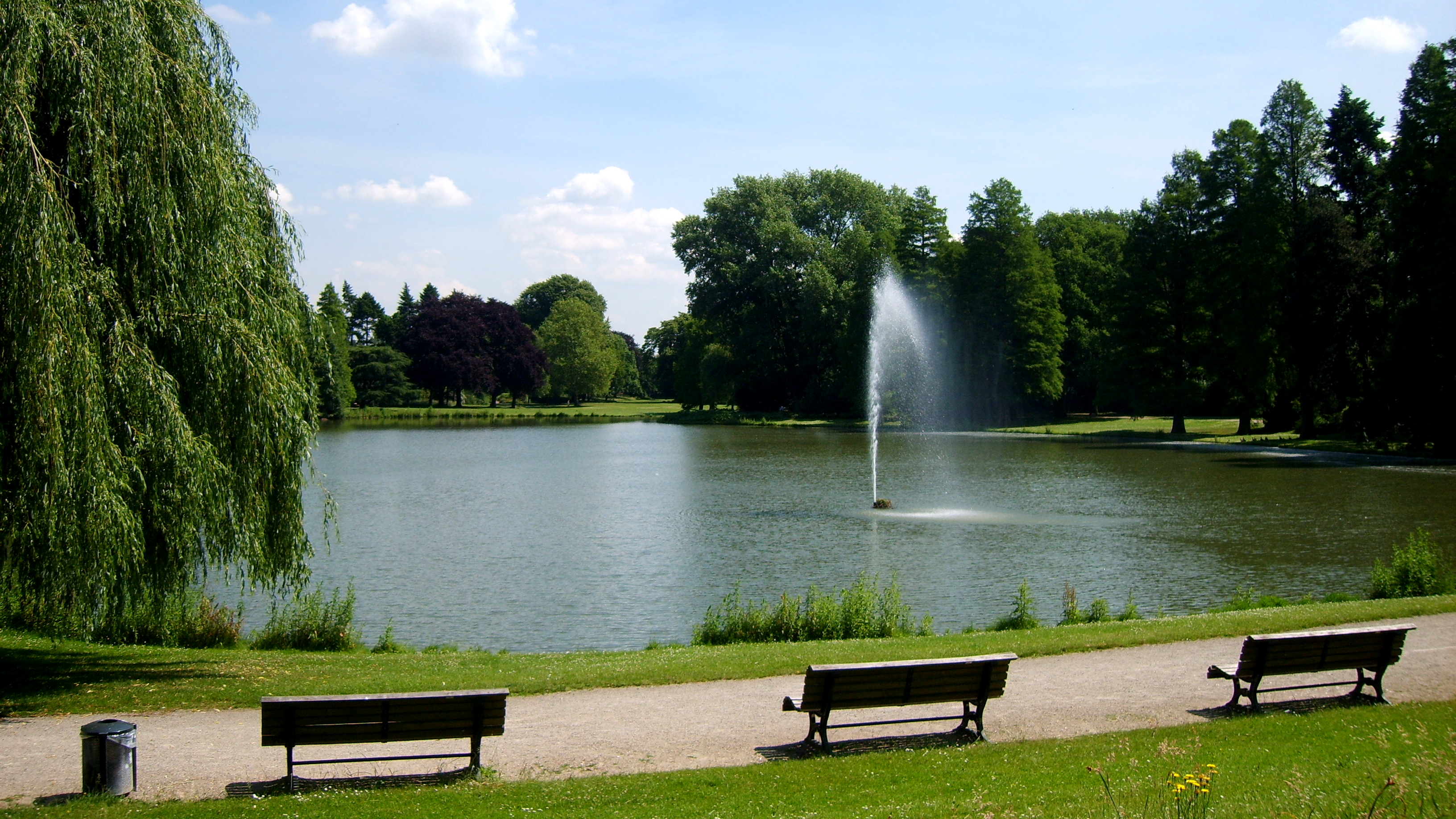
Blick auf den See im Schönwasserpark.

Der Schönwasserpark ist eine Parkanlage im Norden des Krefelder Stadtteils Oppum und ist die erste "Volksparkanlage" der Stadt. Hier befindet sich auch der Botanische Garten.

## Geschichte
Anfang des 18. Jahrhunderts stand ein alter Bauernhof auf dem Gebiet des heutigen Parks mit Namen „Schoenwater“. Der Park selbst ist eine Landschaftsparkanlage aus dem 19. Jahrhundert. Besagter Bauernhof wurde an den Tabakfabrikanten Johann Helgers verkauft, der hier 1830 ein Herrenhaus errichtete. Im Laufe der Zeit gelangte das Haus mit seinen später errichteten Anbauten auch in den Besitz der Familie de Greiff und diente ab 1845 als Landsitz der Familie Schreibler. 1891 erwarb der Restaurator Johann Bends das Gebäude und richtete ein Vergnügungs- und Ausflugslokal ein. 1910 ging das Gebäude in den Besitz der Stadt Krefeld über. Wenig später wurde der Landschaftspark im Rahmen von Notstandsarbeiten umgebaut und entlang der Johansenaue und Crön (heute „Crönpark“) erweitert. Aufgrund mangelnder Pflege, negativen wirtschaftlichen Einflüssen sowie Kriegseinwirkungen verkam das Anwesen. Bei einem Großangriff auf Krefeld am 29. Januar 1945 wurde der Schönwasserpark von zahlreichen Bomben getroffen. Der drohende Abriss des heutigen Hauses Schönwasser wurde Mitte der 1950er Jahre durch Lokalpolitiker verhindert.

## Heute
Heute beheimatet das Haus, welches durch finanzielle Unterstützung des Landes Nordrhein-Westfalen aufgebaut werden konnte, ein staatliches Studienseminar zur Lehrerausbildung. Im Rahmen der EUROEGA 2002plus wurde die Parkanlage nochmals umgestaltet und wird in ihrer heutigen Form gerne von den Besuchern zur Naherholung genutzt. Der Park steht unter Denkmalschutz und ist ausgewiesenes Landschaftsschutzgebiet.